# Ygyatta
Ygyatta (ros. Ыгыатта, Ygyatta lub Ыгыта, Ygyta) – rzeka w Rosji, w Jakucji; lewy dopływ Wiluja. Długość 601 km; powierzchnia dorzecza 11,2 tys. km²; średni roczny przepływ u ujścia 30 m³/s.
Źródła na wschodnim krańcu Płaskowyżu Wilujskiego; płynie w kierunku południowo-wschodnim po Wyżynie Środkowosyberyjskiej, potem w kierunku wschodnim po Nizinie Środkowojakuckiej; liczne bystrza.
Zamarza od października do maja; zasilanie śniegowo-deszczowe.